# Шептаки (Черниговская область)
Шептаки́ (укр. Шептаки) — село в Новгород-Северском районе Черниговской области Украины, в 12 км к северо-западу от города Новгород-Северский. Занимает площадь 2,1 км². Население — 639 человек. Расположено на реке Рома.
Почтовый индекс: 16033. Телефонный код: +380 4658.

## История
Шептаки — одно из древнейших сёл Черниговской области, известное с XV века. В XVII—XVIII вв. — крупное село (до 2,5 тыс. жителей), являлось административным центром Шептаковской сотни Стародубского полка.
В XVIII веке само село и почти вся Шептаковская сотня являлись ранговым владением украинских гетманов, а с 1760 года были отданы в потомственное владение К. Г. Разумовскому.
В селе родился Герой Советского Союза Павел Максимихин.

## Власть
Орган местного самоуправления — Шептаковский сельский совет. Почтовый адрес: 16033, Черниговская обл., Новгород-Северский р-н, с. Шептаки, ул. Александра Довженко, 6.